# Toray Sillook Open 1975
Toray Sillook Open 1975  — жіночий тенісний турнір, що проходив на закритих кортах з килимовим покриттям у Токіо та Осаці (Японія). Був незалежним змаганням в рамках Туру WTA 1975. Відбувсь утретє і тривав з 16 вересня до 19 вересня 1975 року. Перше коло грали в Yoyogi National Gymnasium у Токіо, а півфінали та фінал - в Осаці. Друга сіяна Маргарет Корт здобула титул в одиночному розряді й отримала за це 16 тис. доларів США.

## Фінальна частина

### Одиночний розряд
Маргарет Корт —  Івонн Гулагонг 6–7(4–5), 6–1, 7–5

### Парний розряд
Маргарет Корт /  Івонн Гулагонг —  Гелен Гурлей /  Енн Кійомура 6–1, 7–5

## Розподіл призових грошей
| Дисципліна       | П       | F      | ПФ     | ЧФ     |
| Одиночний розряд | $16,000 | $8,000 | $4,000 | $2,000 |